# Ermenonville-la-Petite
Ermenonville-la-Petite település Franciaországban, Eure-et-Loir megyében. Lakosainak száma 189 fő (2022. január 1.). Ermenonville-la-Petite Épeautrolles és Charonville községekkel határos.

## Népesség
A település népességének változása:
| Lakosok száma | 146  | 135  | 160  | 180  | 174  | 183  | 191  | 184  | 182  | 189  |
|               | 1968 | 1982 | 1990 | 2006 | 2013 | 2015 | 2017 | 2019 | 2020 | 2022 |